# 韮崎市
韮崎市（にらさきし）は、山梨県北部に位置する市。国中地方に含まれる。

## 概要

### 地名の由来
市名は近世の韮崎宿に由来し、「韮崎」の地名は、長く伸びる七里岩がニラ（韮）の葉のように見え、その先端（崎）に宿場町が位置しているから、あるいはニラの群生地であったことに由来するなどの説がある。
長野県の一部を除く県外などでは「宮崎」などと同じように二文字目にアクセントを付けた「にらさき」と発音されることが多い（中央本線の特急あずさの車内放送・中央高速バスの車内放送など）が、県内や長野県佐久地域では「高崎」などと同様の平坦な「にらさき」と発音される（「韮崎市」と発音するときの「にらさき」と同じである）。

## 地理

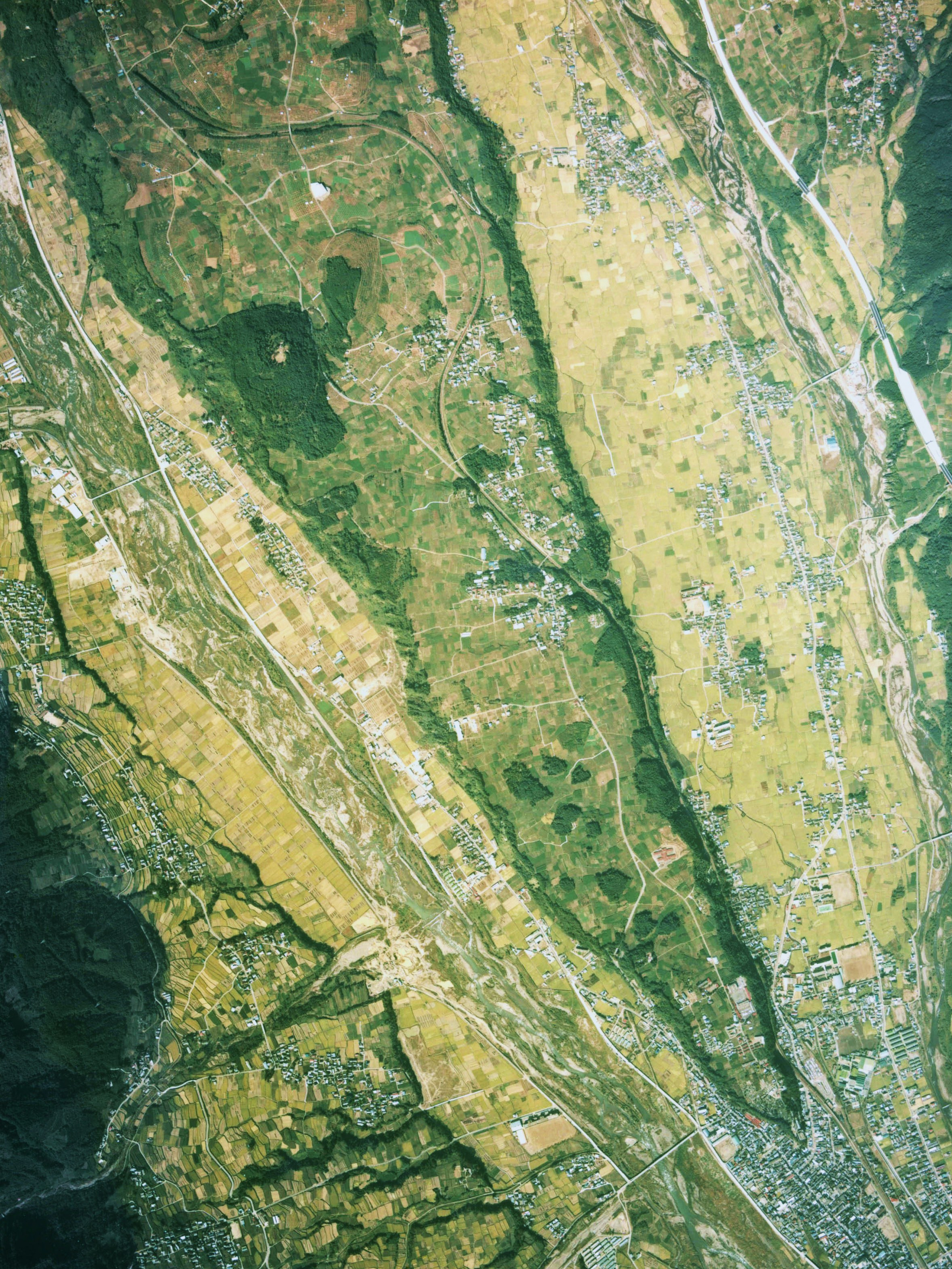
七里岩台地先端部付近の空中写真（1976年撮影）
韮崎の地名の由来となった、ニラの葉に似た形状であることが分かる。

### 位置
県北西部に位置し、甲府盆地北西端に属する。やや横長の市域で、東西は南アルプス国立公園や県立南アルプス巨摩自然公園に属する山地や丘陵地となっている。西部は赤石山系に属する巨摩山地で最西部の鳳凰三山などがあり、東部は茅ケ岳丘陵に属する。
市域中央には釜無川、塩川の両河川が南流し、かつての氾濫原であった平坦地に沿って市街地となっている。
市西部の「清哲町」（せいてつまち、旧北巨摩郡清哲村）は、特殊な合成地名の例として、地理・地名関連の書籍で取り上げられることがある（「水上」（さんずい）と「青木」で「清」、「折居」と「樋口」で「哲」と、合併した各村の漢字の一部分を合成して作られた）。

### 地形

#### 地形
主な山
- 鳳凰山（地蔵ヶ岳、観音岳、薬師岳）
- 辻山
- 甘利山
- 茅ヶ岳

#### 河川
- 釜無川
- 御勅使川
- 塩川
- 小武川

### 気候
| 韮崎（1991年 - 2020年）の気候      | 韮崎（1991年 - 2020年）の気候 | 韮崎（1991年 - 2020年）の気候 | 韮崎（1991年 - 2020年）の気候 | 韮崎（1991年 - 2020年）の気候 | 韮崎（1991年 - 2020年）の気候 | 韮崎（1991年 - 2020年）の気候 | 韮崎（1991年 - 2020年）の気候 | 韮崎（1991年 - 2020年）の気候 | 韮崎（1991年 - 2020年）の気候 | 韮崎（1991年 - 2020年）の気候 | 韮崎（1991年 - 2020年）の気候 | 韮崎（1991年 - 2020年）の気候 | 韮崎（1991年 - 2020年）の気候 |
| 月                                 | 1月                           | 2月                           | 3月                           | 4月                           | 5月                           | 6月                           | 7月                           | 8月                           | 9月                           | 10月                          | 11月                          | 12月                          | 年                            |
| ---------------------------------- | ----------------------------- | ----------------------------- | ----------------------------- | ----------------------------- | ----------------------------- | ----------------------------- | ----------------------------- | ----------------------------- | ----------------------------- | ----------------------------- | ----------------------------- | ----------------------------- | ----------------------------- |
| 最高気温記録 °C （°F）             | 17.8 (64)                     | 23.2 (73.8)                   | 26.4 (79.5)                   | 31.7 (89.1)                   | 33.3 (91.9)                   | 37.9 (100.2)                  | 38.1 (100.6)                  | 38.4 (101.1)                  | 36.3 (97.3)                   | 32.2 (90)                     | 26.5 (79.7)                   | 22.7 (72.9)                   | 38.4 (101.1)                  |
| 平均最高気温 °C （°F）             | 8.0 (46.4)                    | 9.6 (49.3)                    | 13.7 (56.7)                   | 19.6 (67.3)                   | 24.1 (75.4)                   | 26.5 (79.7)                   | 30.1 (86.2)                   | 31.6 (88.9)                   | 27.4 (81.3)                   | 21.4 (70.5)                   | 15.7 (60.3)                   | 10.4 (50.7)                   | 19.8 (67.6)                   |
| 日平均気温 °C （°F）               | 2.0 (35.6)                    | 3.4 (38.1)                    | 7.2 (45)                      | 12.7 (54.9)                   | 17.5 (63.5)                   | 21.1 (70)                     | 24.6 (76.3)                   | 25.5 (77.9)                   | 21.8 (71.2)                   | 15.8 (60.4)                   | 9.6 (49.3)                    | 4.3 (39.7)                    | 13.8 (56.8)                   |
| 平均最低気温 °C （°F）             | −3.2 (26.2)                   | −1.9 (28.6)                   | 1.6 (34.9)                    | 6.8 (44.2)                    | 12.1 (53.8)                   | 16.8 (62.2)                   | 20.7 (69.3)                   | 21.5 (70.7)                   | 17.7 (63.9)                   | 11.4 (52.5)                   | 4.6 (40.3)                    | −0.8 (30.6)                   | 8.9 (48)                      |
| 最低気温記録 °C （°F）             | −11.7 (10.9)                  | −11.9 (10.6)                  | −8.2 (17.2)                   | −4.1 (24.6)                   | 2.7 (36.9)                    | 8.0 (46.4)                    | 14.6 (58.3)                   | 13.5 (56.3)                   | 7.0 (44.6)                    | 1.2 (34.2)                    | −3.8 (25.2)                   | −9.2 (15.4)                   | −11.9 (10.6)                  |
| 降水量 mm （inch）                 | 47.8 (1.882)                  | 49.0 (1.929)                  | 94.8 (3.732)                  | 88.7 (3.492)                  | 96.6 (3.803)                  | 124.0 (4.882)                 | 154.3 (6.075)                 | 114.3 (4.5)                   | 190.0 (7.48)                  | 158.6 (6.244)                 | 55.7 (2.193)                  | 39.1 (1.539)                  | 1,212.9 (47.752)              |
| 平均降水日数 （≥1.0 mm）           | 4.8                           | 5.0                           | 8.7                           | 8.1                           | 8.5                           | 10.9                          | 11.9                          | 9.0                           | 10.2                          | 8.8                           | 6.0                           | 4.7                           | 96.7                          |
| 平均月間日照時間                   | 199.5                         | 183.9                         | 194.3                         | 208.0                         | 204.7                         | 152.2                         | 166.7                         | 201.2                         | 147.3                         | 153.4                         | 173.2                         | 186.1                         | 2,170.5                       |
| 出典1：Japan Meteorological Agency |                               |                               |                               |                               |                               |                               |                               |                               |                               |                               |                               |                               |                               |
| 出典2：気象庁                      |                               |                               |                               |                               |                               |                               |                               |                               |                               |                               |                               |                               |                               |

### 人口
| |                                        |  |
| 韮崎市と全国の年齢別人口分布（2005年） | 韮崎市の年齢・男女別人口分布（2005年） |  |
| ■紫色 ― 韮崎市 ■緑色 ― 日本全国 | ■青色 ― 男性 ■赤色 ― 女性              |  |
| 韮崎市（に相当する地域）の人口の推移 \| 1970年（昭和45年） \| 27,267人 \| \| \| 1975年（昭和50年） \| 27,334人 \| \| \| 1980年（昭和55年） \| 27,343人 \| \| \| 1985年（昭和60年） \| 28,175人 \| \| \| 1990年（平成2年） \| 29,766人 \| \| \| 1995年（平成7年） \| 32,097人 \| \| \| 2000年（平成12年） \| 32,707人 \| \| \| 2005年（平成17年） \| 33,801人 \| \| \| 2010年（平成22年） \| 32,477人 \| \| \| 2015年（平成27年） \| 30,680人 \| \| \| 2020年（令和2年） \| 29,067人 \| \| |                                        |  |
| 総務省統計局 国勢調査より |                                        |  |
| 1970年（昭和45年） | 27,267人                               |  |
| 1975年（昭和50年） | 27,334人                               |  |
| 1980年（昭和55年） | 27,343人                               |  |
| 1985年（昭和60年） | 28,175人                               |  |
| 1990年（平成2年） | 29,766人                               |  |
| 1995年（平成7年） | 32,097人                               |  |
| 2000年（平成12年） | 32,707人                               |  |
| 2005年（平成17年） | 33,801人                               |  |
| 2010年（平成22年） | 32,477人                               |  |
| 2015年（平成27年） | 30,680人                               |  |
| 2020年（令和2年） | 29,067人                               |  |

### 隣接自治体
山梨県
- 甲斐市
- 南アルプス市
- 北杜市

## 歴史

### 先史
市域では縄文時代早期からの遺跡が分布している。縄文中期には遺跡数が増加し、特に七里岩や穂坂丘陵には遺跡が濃密に分布し、山梨県における考古学史上においても重要な坂井遺跡などが存在する。弥生時代には藤井平を中心に遺跡が分布し、藤井平駒井の宮ノ前遺跡は弥生前期の水田遺構が検出されたことで知られる。古墳時代には坂井南遺跡において古墳前期の方形周溝墓郡が見られ、古墳後期には中小の円墳が分布する。

### 古代
古代の律令制下には巨麻郡余戸郷に属し、官牧である穂坂牧が存在していた。
平安時代後期には宝荘厳院領甘利荘が成立した。

### 中世
平安後期には常陸国から配流された源義清・清光親子が入府し、その子孫は甲斐源氏となる。
義清・清光親子は当初は甲府盆地南部の市河荘に拠ったが、巨摩郡北部に勢力を伸ばし、市域にも影響力を及ぼしたという。
市域の神山町武田は中世の「武田郷」に比定され、清光の子・信義は当地に居住して武田氏を称したという。
市域には信義が勧請したと伝わる武田八幡宮や氏寺の願成寺、要害の白山城など、信義に関わる伝承を伝える寺社や城郭などが分布している。
一方で、武田姓の名乗りについては源義清が常陸国武田郷（茨城県ひたちなか市）に居住して「武田冠者」を称したことを始まりとする説もある。
武田氏をはじめ甲斐源氏の一族は治承4年（1180年）に源頼朝の挙兵に応じて各地で活躍するが頼朝による粛清を受け、信義の子一条忠頼も謀殺される。鎌倉時代には忠頼の弟・信光が惣領となり、鎌倉時代には甲斐守護職は二階堂氏へ移るものの、鎌倉期を通じて甲斐源氏の盟主として甲斐国内へ勢力を広げた。
室町時代から戦国時代には甲斐国では逸見氏、穴山氏、跡部氏ら有力国人が台頭し、守護・武田氏の内訌や駿河国の今川氏、相模国の後北条氏、信濃国の諏訪氏・小笠原氏ら対外勢力の動向と関係して、乱国状態となった。
永享5年（1433年）には武田信長・伊豆千代丸が日一揆とともに日ノ出砦を拠点に甲斐守護代・跡部氏の与党である輪宝一揆と対峙し、4月29日には荒川河原における戦いで信長・伊豆千代丸方は敗北した。
武田氏は信虎の頃に甲斐統一を進めるが、享禄4年（1531年）には市域で武田信虎と大井氏、今井氏らの甲斐国人勢力に信濃国諏訪領主の諏訪氏が荷担した河原辺合戦が起こる。同合戦では信虎が国人連合軍を撃破し、武田氏により国内統一が進む。
武田晴信（信玄）のころには家臣団の中に市域を発祥とする氏族がおり、甘利虎泰は譜代家老として活躍し、『甲陽軍鑑』によれば武田家における最高職位の「両職」を務めたという。虎泰は永禄10年（1548年）の上田原の戦いにおいて戦死し、甘利氏の一族では虎泰の子・昌忠（信忠）・信康の活動が見られる。旭町上条北割の大輪寺は甘利氏の居館跡と伝わる。また、市域を発祥とする青木氏は甲斐北西部の地域武士団・武川衆の一員として活躍し、駒井郷を発祥とする駒井氏からは駒井高白斎が信玄側近として活躍した。ほか、水上郷に居館を構えた水上宗富は信濃深志城（長野県松本市）の留守居役を務めた。
天正9年（1581年）、武田家当主の武田勝頼は織田・徳川勢の侵攻に備えて中田町上条・藤井町駒井に新府城を新たに築城し、甲府の躑躅ヶ崎館から府中移転を試みた。
天正10年（1582年）3月、織田・徳川勢の甲斐侵攻が激しくなると、武田勝頼は建築途中の新府城に火を放ち、新府城を放棄した。その後、武田勝頼は郡内へ向かう途中に、多くの家臣たちから裏切りにあい、天目山で武田家は滅亡した。
同年6月の本能寺の変により武田遺領を巡る天正壬午の乱が発生し、市域は三河国の徳川家康と相模国の北条氏直との合戦の舞台となる。天正壬午の乱において両軍は八ヶ岳南麓・七里岩台上に布陣して対峙し、北条氏直が北杜市須玉町若神子の若神子城に布陣して北杜市域の城砦に布陣したのに対し、徳川家康は甲府から新府城に本陣を移転し、能見城・白山城をはじめとする市域の城砦にも布陣した。
同年10月29日には徳川・北条同盟が成立すると後北条氏は撤兵し、甲斐は家康が領する。青木氏や米倉氏、越水氏や入戸野氏、山寺氏ら市域を発祥とする氏族も多くは家康に従い、天正18年（1590年）の家康の関東移封に伴い甲斐を離れている。

### 近世

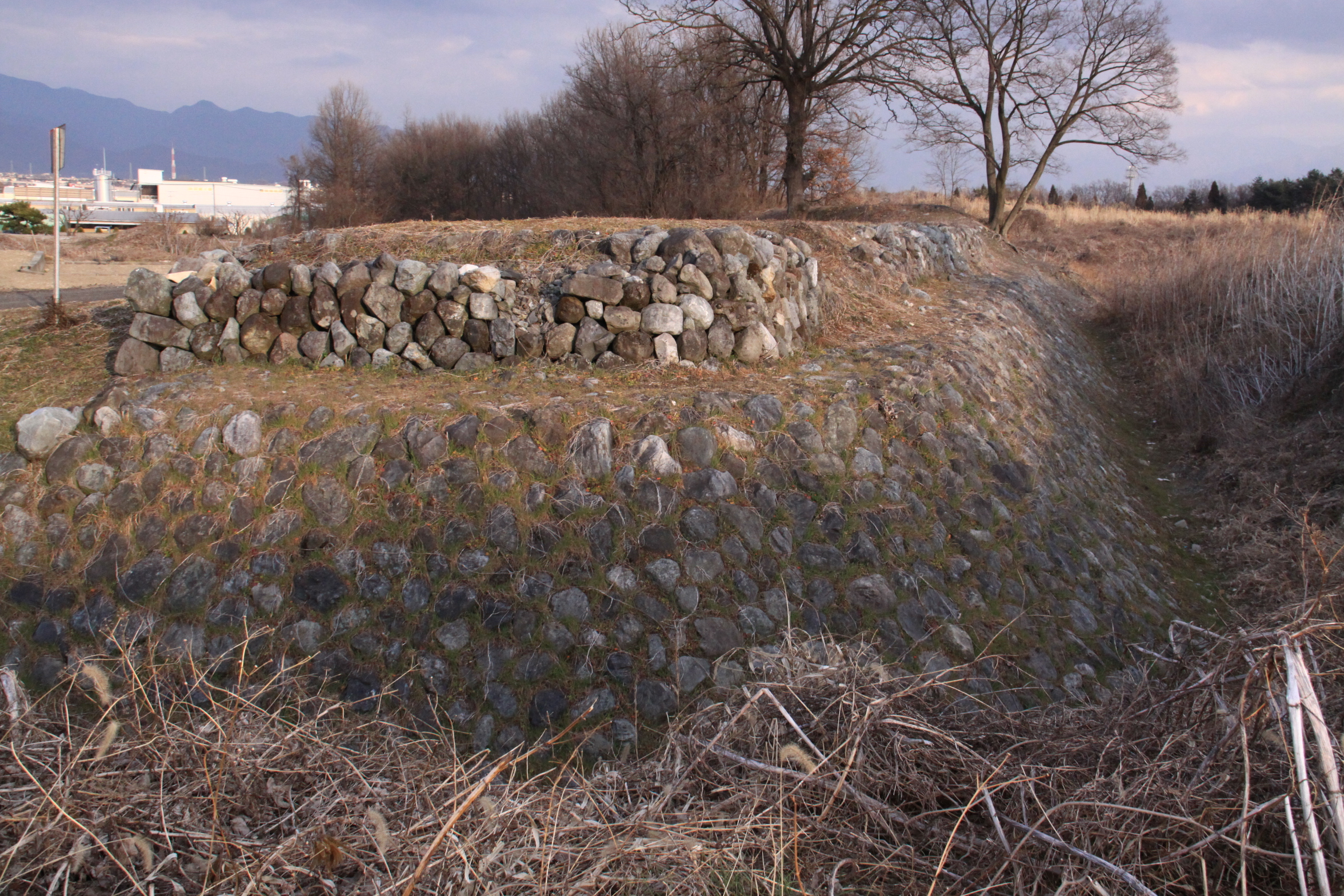
龍岡将棋頭

近世には38か村が成立し、九筋二領では釜無川以西の20か村が巨摩郡武川筋に、釜無以東・塩川以西の10か村と塩川以東の2か村を加えた12か村が同郡逸見筋、東部の6か村が同郡北山筋に属する。全村が近世初期には幕府直轄領で、徳川義直領、徳川忠長領と変遷し、旗本領も存在した。甲府藩領を経て、享保9年（1724年）に甲斐一国が幕領化されると、全村が再び幕領となる。享保9年以降在方は三分代官支配となるが、市域の村々は甲府代官支配に属し、一部は川田・上飯田・市川の各代官支配に属した時期があったと考えられている。また、御三卿・田安家領も存在し、韮崎宿のある河原部村には陣屋も存在した。
市域東西は山麓・台地で乏水地帯であるため生業は畑作が中心であったが、近世には市域東部の茅が岳山麓で穂坂堰、楯無堰が、市域西部の山麓地域では徳島堰など用水路の開削が実施され、新田開発も行われた。米麦栽培のほか、木綿や煙草の栽培も行われる。
また、戦国時代末期から近世初頭にかけて治水事業が行われ、御勅使川治水では竜岡町下条南割に将棋頭が設置された。将棋頭は韮崎市大草町下條西割・大草町下條中割にも大草将棋頭が所在していたが、戦後に御勅使工業地帯開発のため消失した。
韮崎は甲斐、信濃、駿河を結ぶ諸街道が交差する要衝であり、近世初頭には甲州街道（甲州道中）や駿州往還、塩川沿いの佐久往還など諸街道が整備され、河原部村には宿場町である韮崎宿が成立した。
釜無川沿いの河原部村舟山には、天保14年（1843年）に公認された河原部河岸が設置され、甲斐北西部や信濃方面からの廻米（かいまい）輸送も行われた。なお、河原部河岸の廻米輸送には釜無川下流の鰍沢河岸・青柳河岸（富士川町）から反発を受けた。

### 近代
1874年（明治7年）から1875年（明治8年）にかけて町村合併が続き、韮崎市域には河原部村、祖母石村、更科村、駒井村、下条村、中田村、穴山村、円野村、清哲村、神山村、旭村、大草村、龍岡村、穂坂村、三之蔵村の15か村が成立する。1878年（明治11年）には郡区町村編制法が施行され、全村が北巨摩郡に属し、河原部村には同郡の郡役所が設置された。1889年（明治22年）には組合村が結成され、河原部村と更科村・祖母石村や、神山村と清哲村、下条村と駒井村がそれぞれ組合村を結成した。
1892年（明治25年）には河原部村が町制を施行して韮崎町となり、1937年（昭和12年）には祖母石村と更科村が韮崎町に編成される。1940年（昭和15年）には駒井村と下条村が合併して藤井村となり、昭和29年には韮崎町と藤井村を中心に10か村が合併して韮崎市となる。1958年（昭和33年）には北巨摩郡双葉町（甲斐市）との間で境界変更が行われる。
近代にも韮崎市河原部の韮崎宿が交通・流通の拠点となり、商圏は山梨県北西部一帯から長野県の佐久・諏訪・伊那に及んだという。1879年（明治12年）の『河原部村職調』によれば市域では米問屋が多く、ほか塩や馬宿、荷物中車稼などが多く、米と馬を中心に発展した。明治20年代の山梨日日新聞紙上では韮崎市の「カネボシ穀店」の穀物相場が掲載されていた。
1903年（明治36年）には中央線が韮崎まで開通し、1904年（明治37年）には富士見（長野県諏訪郡富士見町）まで延長され、韮崎は通過地となった。これにより韮崎は交通・流通の要衝地としての機能を低下させ、人口も停滞する。大正時代には自動車・路線バスの発達により七里岩の急勾配の坂上に位置する鉄道駅の利用が避けられたため、再び交通の要衝地となる。
1923年（大正12年）には山梨県立韮崎中学校（現・山梨県立韮崎高等学校）が開校し、さらに1932年（昭和7年）には山梨県の地方事務所も開設され、北巨摩地域の行政や文教の中心地となった。太平洋戦争末期には七里岩崖下の一ツ谷・祖母石両区に隧道が掘られ、地下工場を建設する計画が実施されたが（韮崎七里岩地下壕群）、工事中に終戦を迎えた。

### 現代
戦後には御勅使川工業団地の造成も行われる。
1982年（昭和57年）には中央自動車道・韮崎インターチェンジが開設する。
また韮崎は全国高等学校サッカー選手権大会の常連で5回の準優勝を誇る山梨県立韮崎高等学校や選手権大会の出場経験がある山梨県立韮崎工業高等学校を擁するサッカーの街でもあり、市内にはサッカー場がいくつも存在する。同時に日本プロサッカーリーグ・ヴァンフォーレ甲府の設立当初からの主要ホームタウンおよび大株主でもあり、市内にはチームのクラブハウスも存在する。

### 沿革
- 1954年（昭和29年）10月10日 - 北巨摩郡韮崎町・穂坂村・藤井村・清哲村・神山村・大草村・竜岡村・旭村・中田村・穴山村・円野村が合併して発足。
- 1958年（昭和33年）8月10日北巨摩郡双葉町の一部（宇津谷の一部）を編入[6]。

## 行政

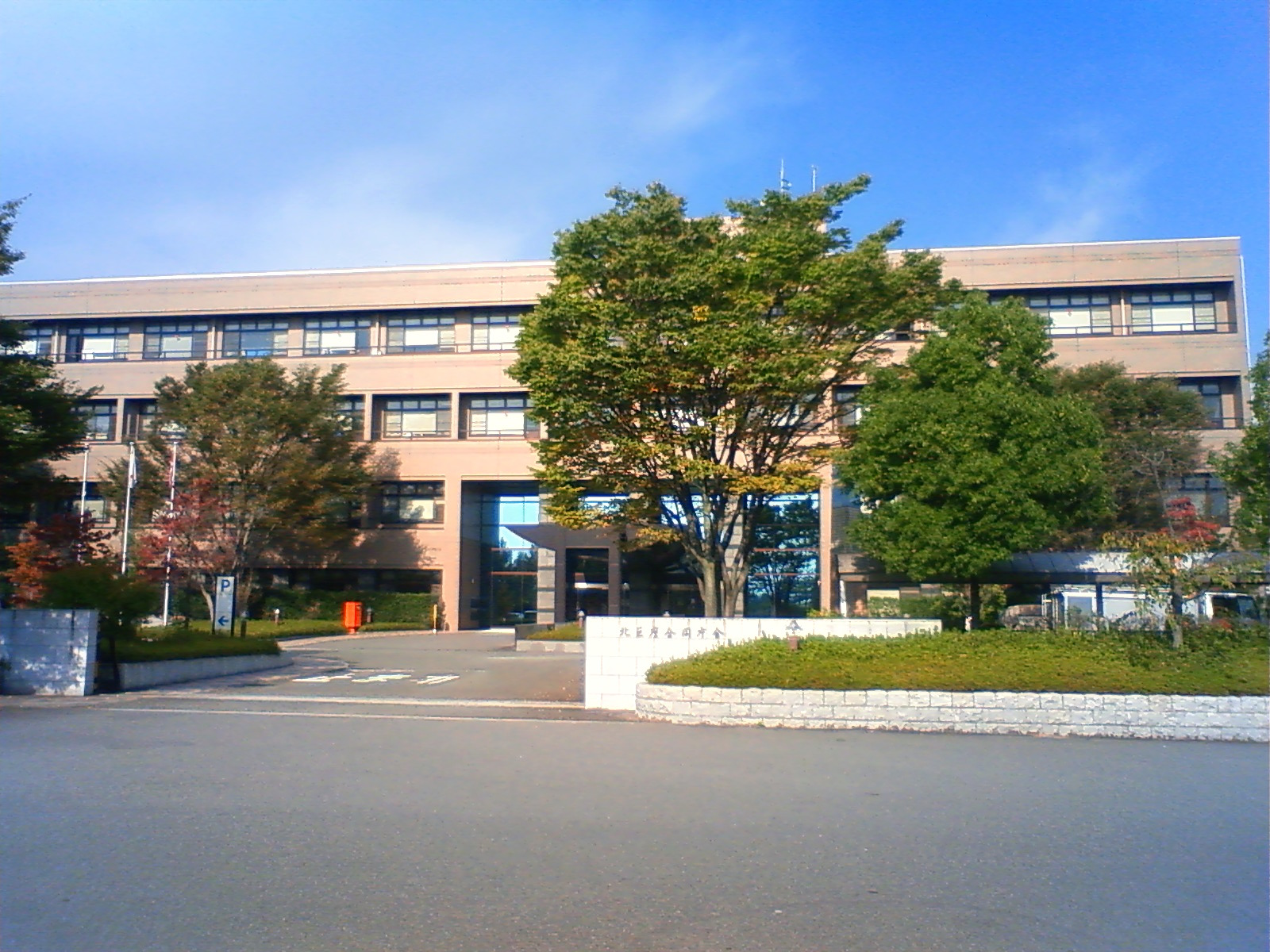
北巨摩合同庁舎

### 市長
歴代市長
- 秋山幸一（1994年～1998年）
- 小野修一（1998年11月28日～2006年11月27日）
- 横内公明（2006年11月28日～2014年11月27日）
- 内藤久夫（2014年11月28日～）

## 議会

### 市議会
- 定数：16人
- 任期：2019年10月10日 - 2023年10月9日
- 議長：浅川裕康（韮真クラブ）
- 副議長：内藤正之（韮真クラブ）

### 県議会
- 選挙区：韮崎市選挙区
- 定数：2人
- 任期：2019年4月30日 - 2023年4月29日
- 投票日：2019年4月7日
- 当日有権者数：24,801人
- 投票率：50.55％

| 候補者名 | 当落 | 年齢 | 所属党派 | 新旧別 | 得票数  |
| -------- | ---- | ---- | -------- | ------ | ------- |
| 山田七穂 | 当   | 51   | 無所属   | 現     | 7,328票 |
| 西野賢一 | 落   | 58   | 無所属   | 新     | 5,016票 |

### 衆議院
- 選挙区：山梨1区（甲府市、韮崎市、南アルプス市、北杜市、甲斐市、中央市、西八代郡、南巨摩郡、中巨摩郡）
- 任期：2021年10月31日 - 2025年10月30日
- 投票日：2021年10月31日
- 当日有権者数：424,441人
- 投票率：59.49％

| 当落 | 候補者名 | 年齢 | 所属党派                            | 新旧別 | 得票数    | 重複 |
| ---- | -------- | ---- | ----------------------------------- | ------ | --------- | ---- |
| 当   | 中谷真一 | 45   | 自由民主党                          | 前     | 125,325票 | ○    |
| 比当 | 中島克仁 | 54   | 立憲民主党                          | 前     | 118,223票 | ○    |
|      | 辺見信介 | 57   | NHKと裁判してる党弁護士法72条違反で | 新     | 4,826票   |      |

## 施設

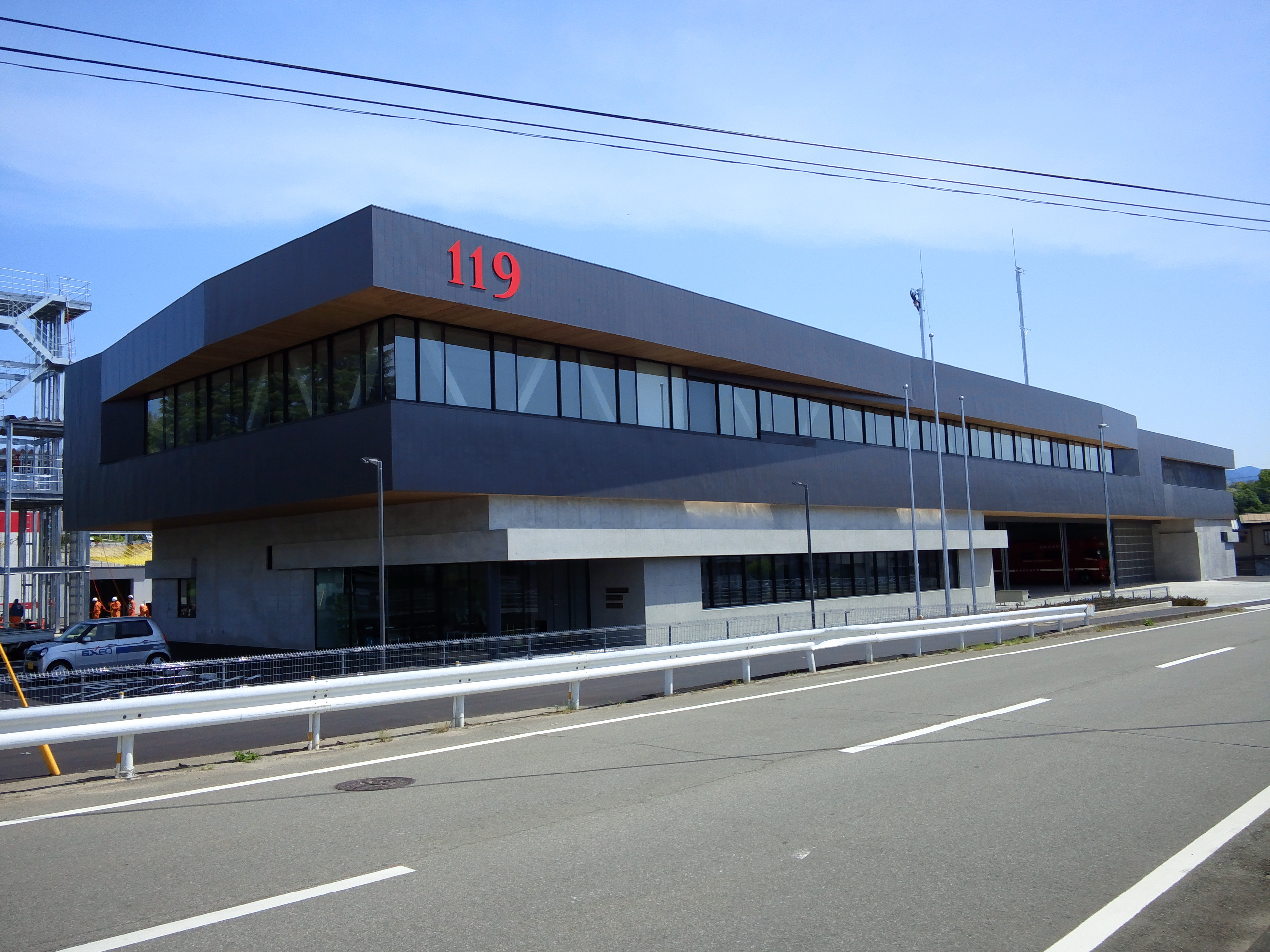
韮崎消防署

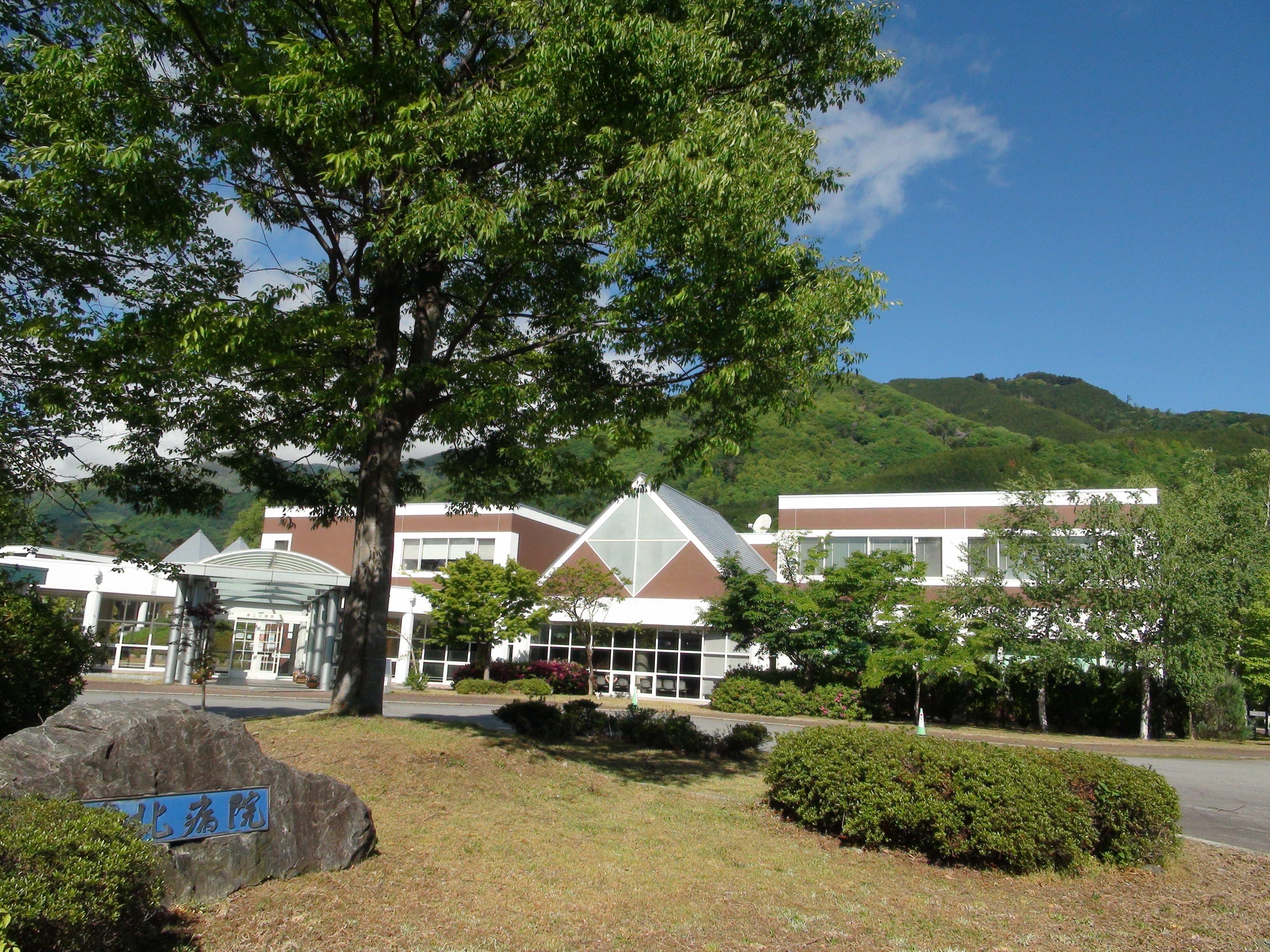
山梨県立北病院

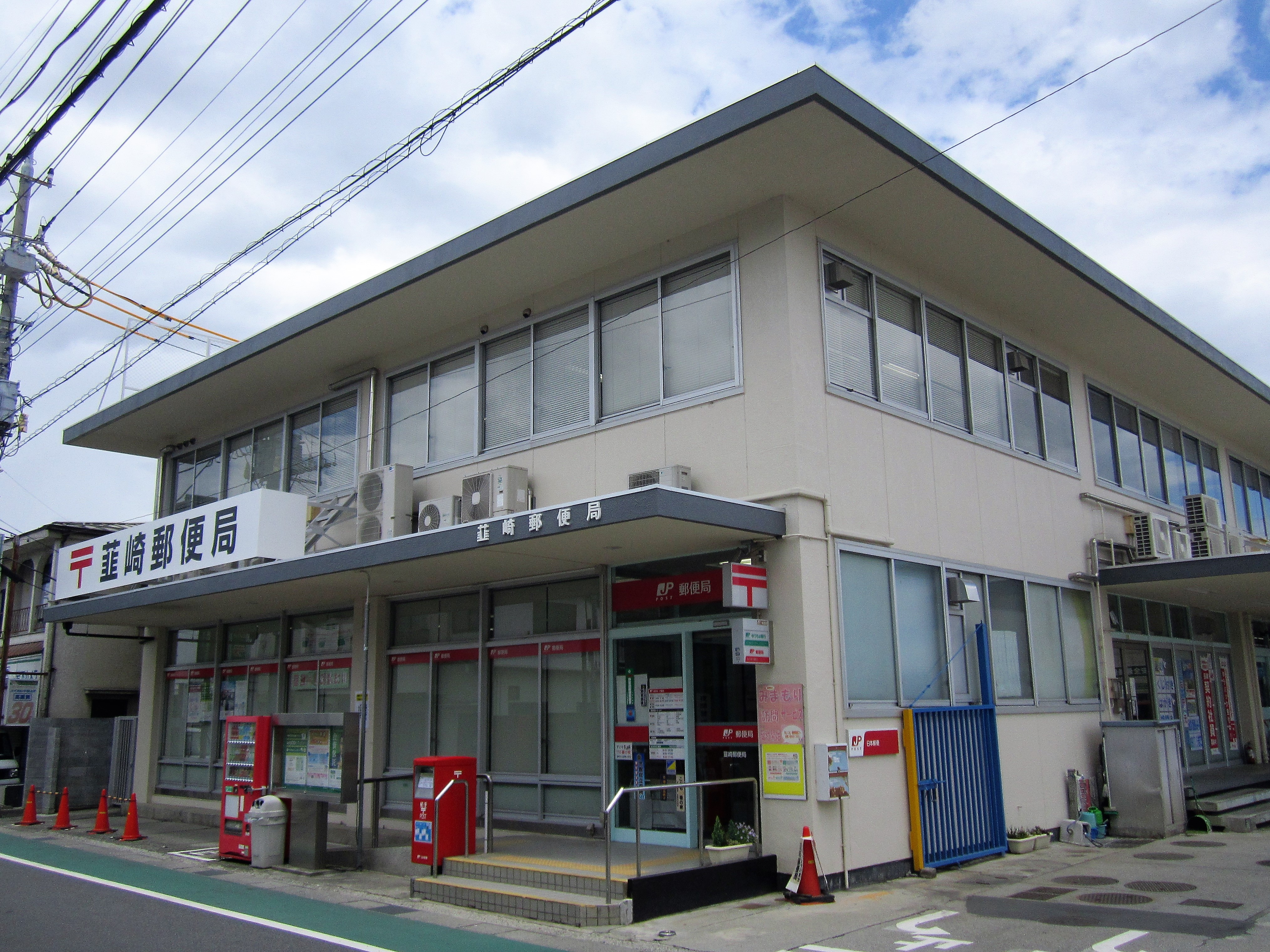
韮崎郵便局

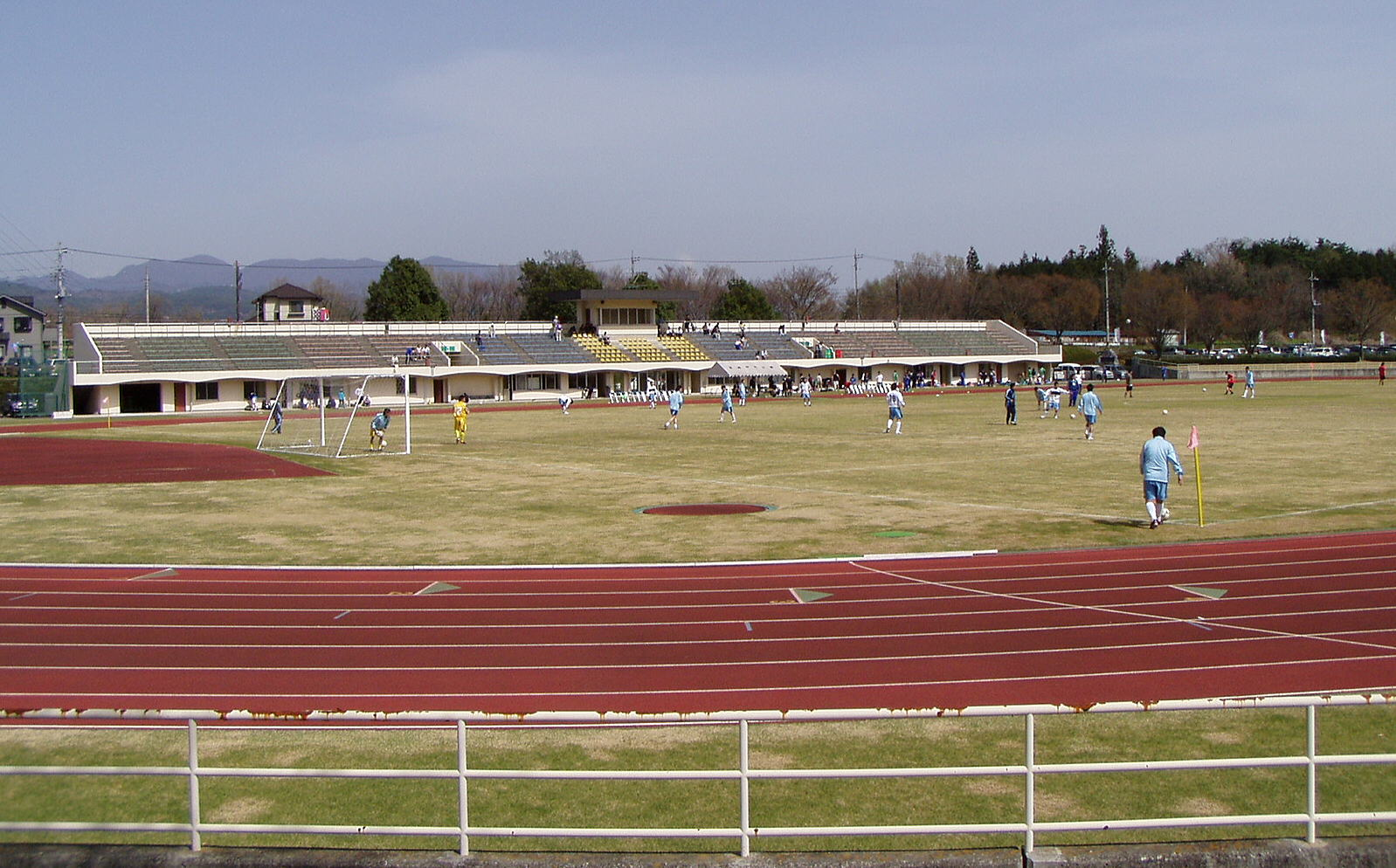
韮崎中央公園陸上競技場

### 警察
交番
- 甲斐警察署韮崎交番

### 消防
本部
- 峡北広域行政事務組合消防本部

消防署
- 韮崎消防署（韮崎市本町4-8-36）

### 医療
主な病院
- 韮崎市国民健康保険韮崎市立病院
- 山梨県立北病院

### 郵便局
主な郵便局
- 韮崎郵便局

### 図書館
主な図書館
- 韮崎市立大村記念図書館

### 文化施設
集会施設
- 韮崎市文化ホール
- 韮崎市民交流センター

美術館
- 韮崎大村美術館

### 運動施設
- スポーツランドやまなし（サーキット）
- 韮崎市営総合運動場
- 韮崎中央公園
  - 韮崎中央公園陸上競技場

## 対外関係

### 姉妹都市・提携都市

#### 海外
姉妹都市
- フェアフィールド市（アメリカ合衆国 カリフォルニア州）

提携都市
- 佳木斯市（中華人民共和国 黒竜江省）

## 経済

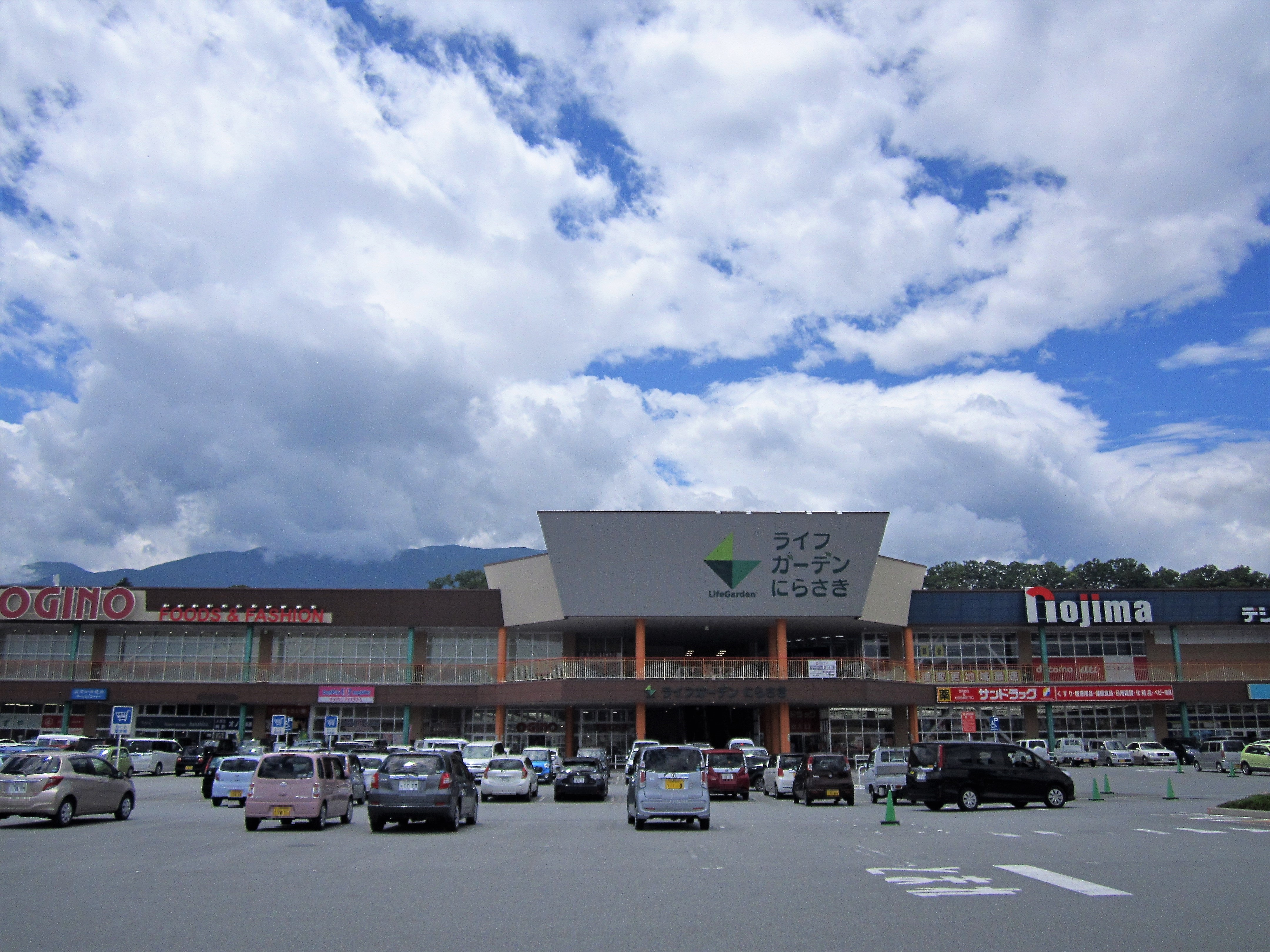
ライフガーデンにらさき

### 第三次産業

#### 商業
主な商業施設
- ライフガーデンにらさき

## 情報・通信

### マスメディア

#### 中継局
- NHK韮崎神山中継局
- 韮崎穴山中継局

## 教育

### 高等学校
県立
- 山梨県立韮崎高等学校
- 山梨県立韮崎工業高等学校

### 中学校
市立
- 韮崎市立韮崎西中学校
- 韮崎市立韮崎東中学校

### 小学校
市立
- 韮崎市立穂坂小学校
- 韮崎市立甘利小学校
- 韮崎市立韮崎北西小学校
- 韮崎市立韮崎北東小学校
- 韮崎市立韮崎小学校

### 特別支援学校
県立
- 山梨県立あけぼの支援学校
- 山梨県立富士見支援学校旭分校

## 交通

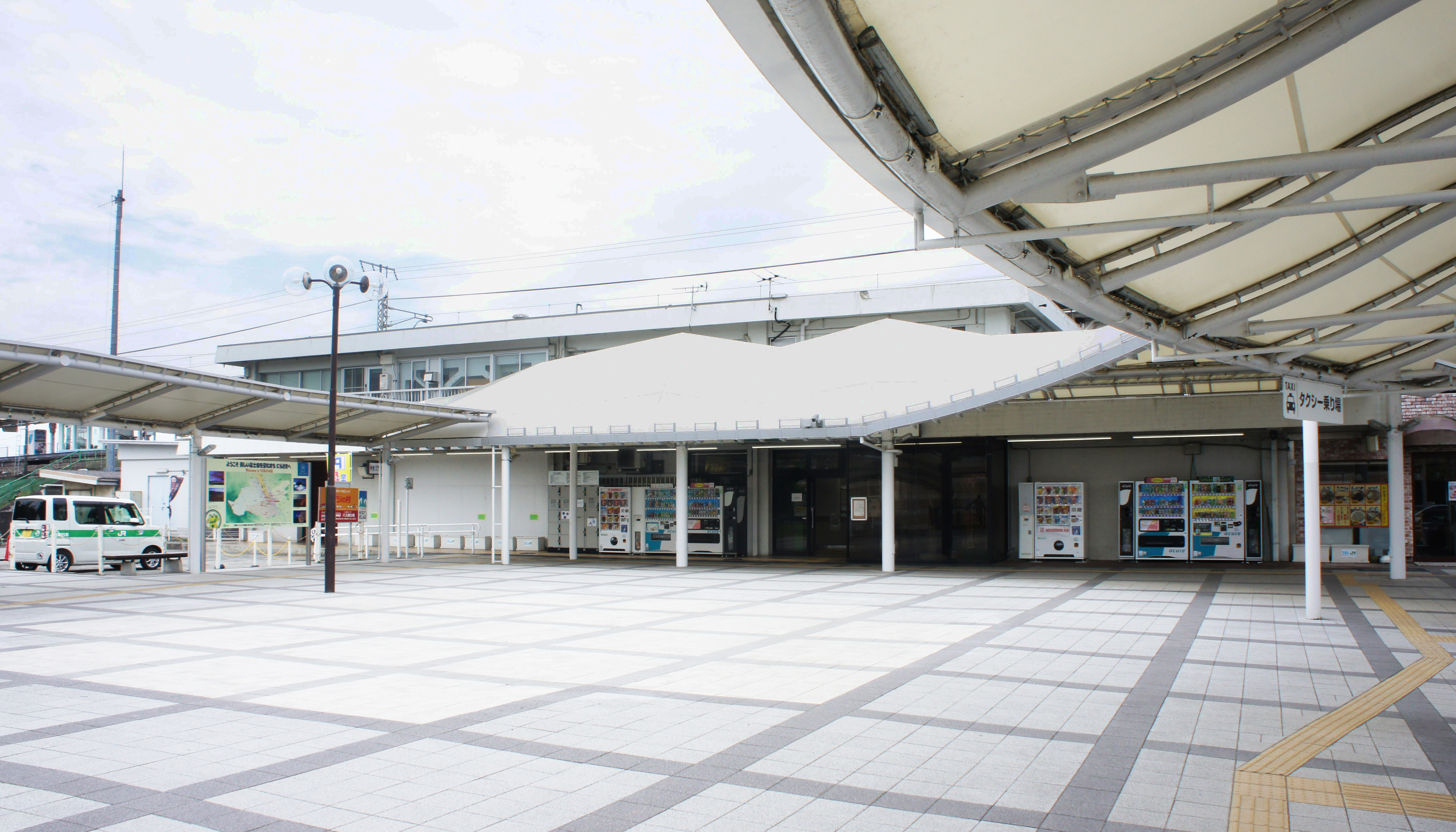
韮崎駅

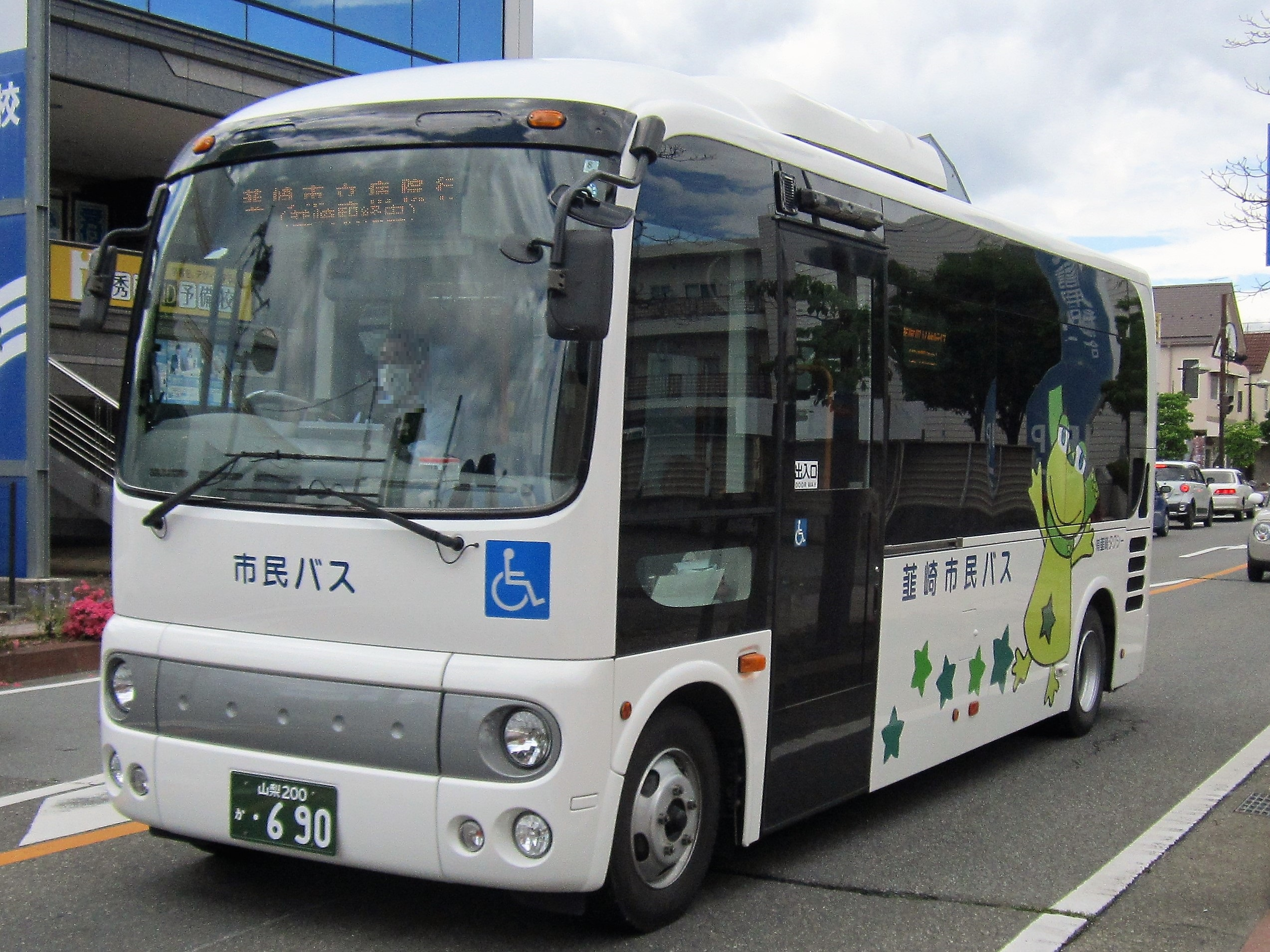
韮崎市民バス

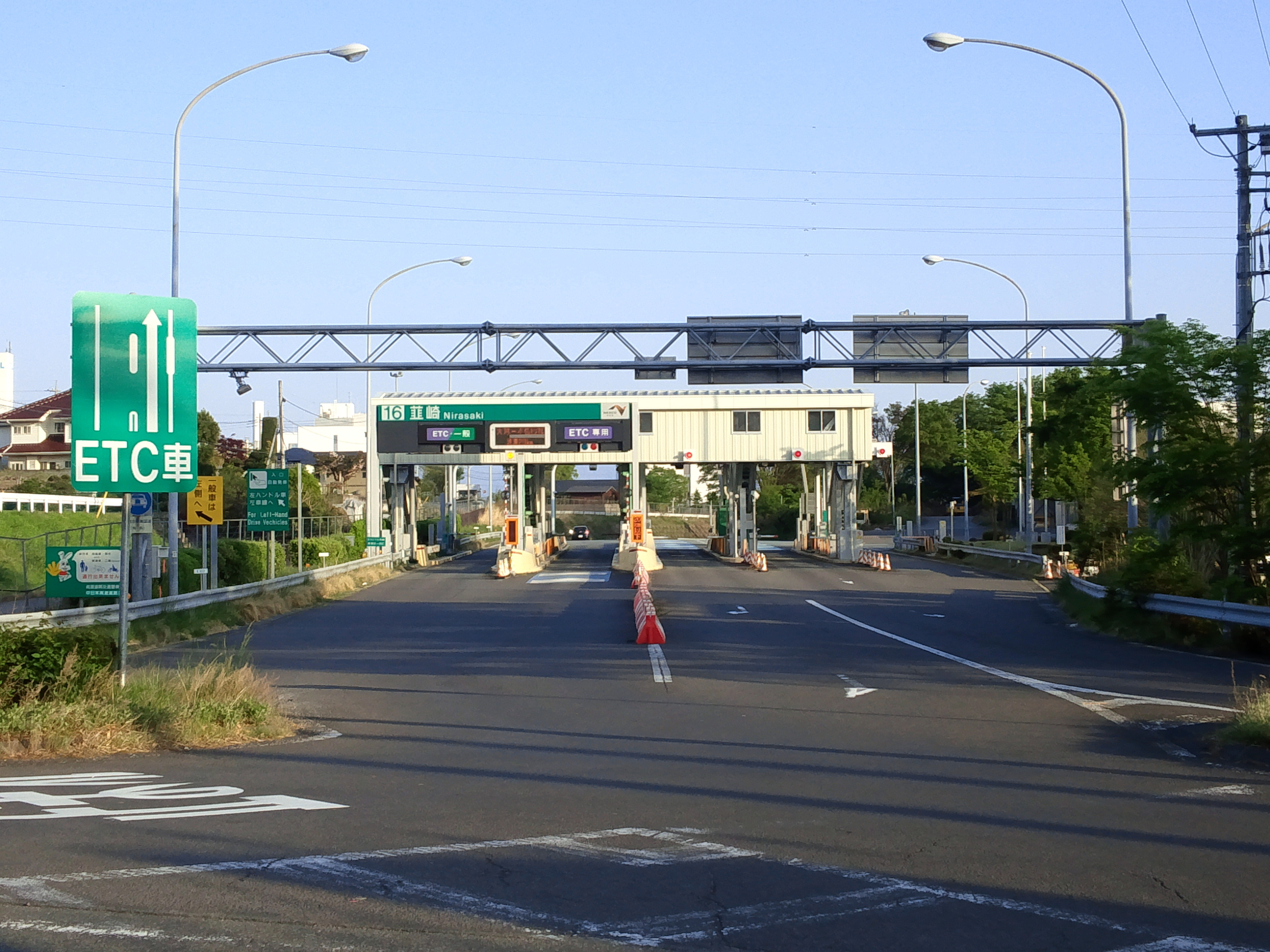
韮崎IC

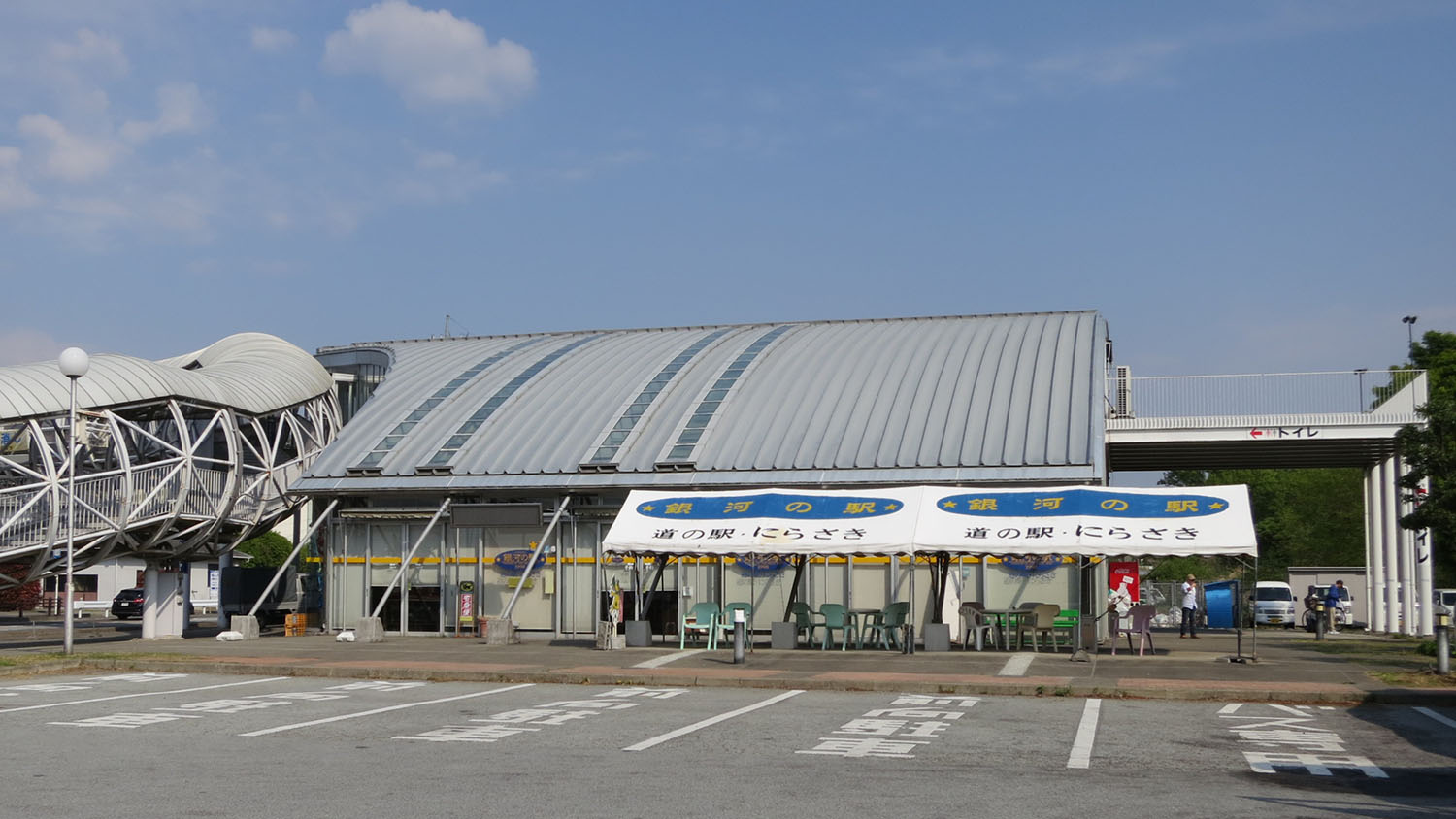
道の駅にらさき

### 鉄道
中心となる駅：韮崎駅
東日本旅客鉄道（JR東日本）
韮崎市内には、東日本旅客鉄道（JR東日本）の中央本線が通っており、韮崎駅が設置されている。甲府駅までは普通列車で約13分、新宿駅までは特急「あずさ」「かいじ」を利用することで約1時間50分で到達できる。2023年度の1日平均乗車人員は2,373人で、山梨県内では上位の利用者数を記録している。
- 中央本線：韮崎駅 - 新府駅 - 穴山駅
- 甲府駅-竜王駅-塩崎駅-韮崎駅

### [9]バス
韮崎市では、山梨交通が甲府方面との路線バスを運行しているほか、市内を巡回するコミュニティバス「にらバス」が運行されている。市の「地域公共交通計画（令和4年度）」によると、市民バスの年間乗車人員は約34,500人に達し、高齢者や交通弱者の移動支援を担っている。
2022年度からは、75歳以上の高齢者を対象に「おでかけ支援タクシー券交付事業」が実施されており、年2回・1回あたり2,500円分のタクシー利用補助券が交付されている。

#### 路線バス
- 山梨交通
- 韮崎市民バス
- 北杜市民バス
- 山梨峡北交通（季節運行）
- 山梨中央交通（季節運行）

営業所
- 山梨交通韮崎営業所

#### 高速バス
- 中央高速バス

### 道路

#### 高速道路
- E20中央自動車道
- 韮崎IC -

#### 国道
- 国道20号
- 国道141号

#### 県道
主要地方道
- 山梨県道12号韮崎南アルプス中央線
- 山梨県道17号茅野北杜韮崎線
- 山梨県道23号韮崎増富線
- 山梨県道27号韮崎昇仙峡線

一般県道
- 山梨県道602号武田八幡神社線
- 山梨県道603号穴山停車場線
- 山梨県道607号北原下条南割線
- 山梨県道610号原浅尾韮崎線
- 山梨県道613号甘利山公園線
- 山梨県道616号島上条宮久保絵見堂線
- 山梨県道621号須玉中田線

### 道の駅
- 道の駅にらさき

## 観光

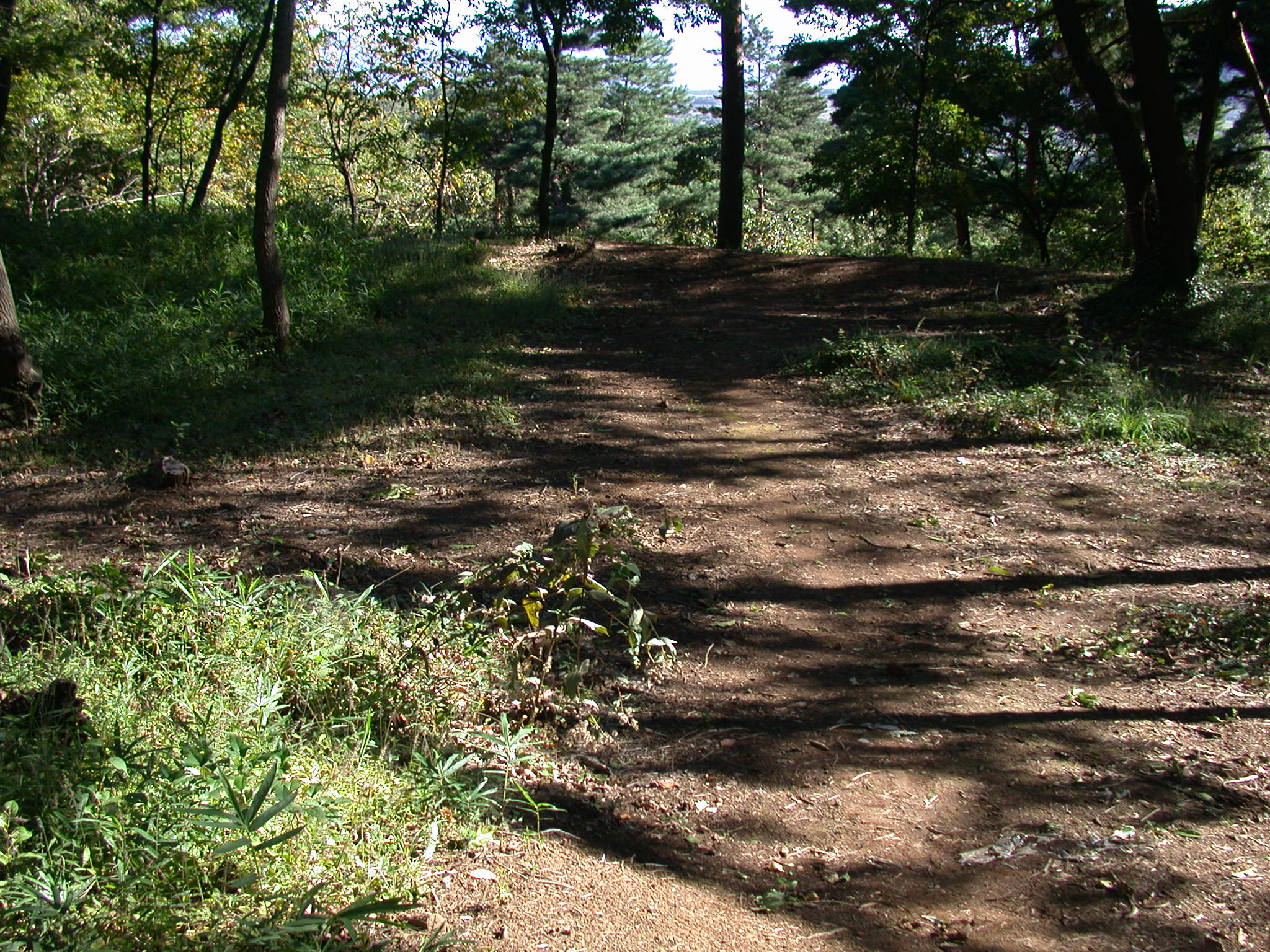
新府城 本丸跡

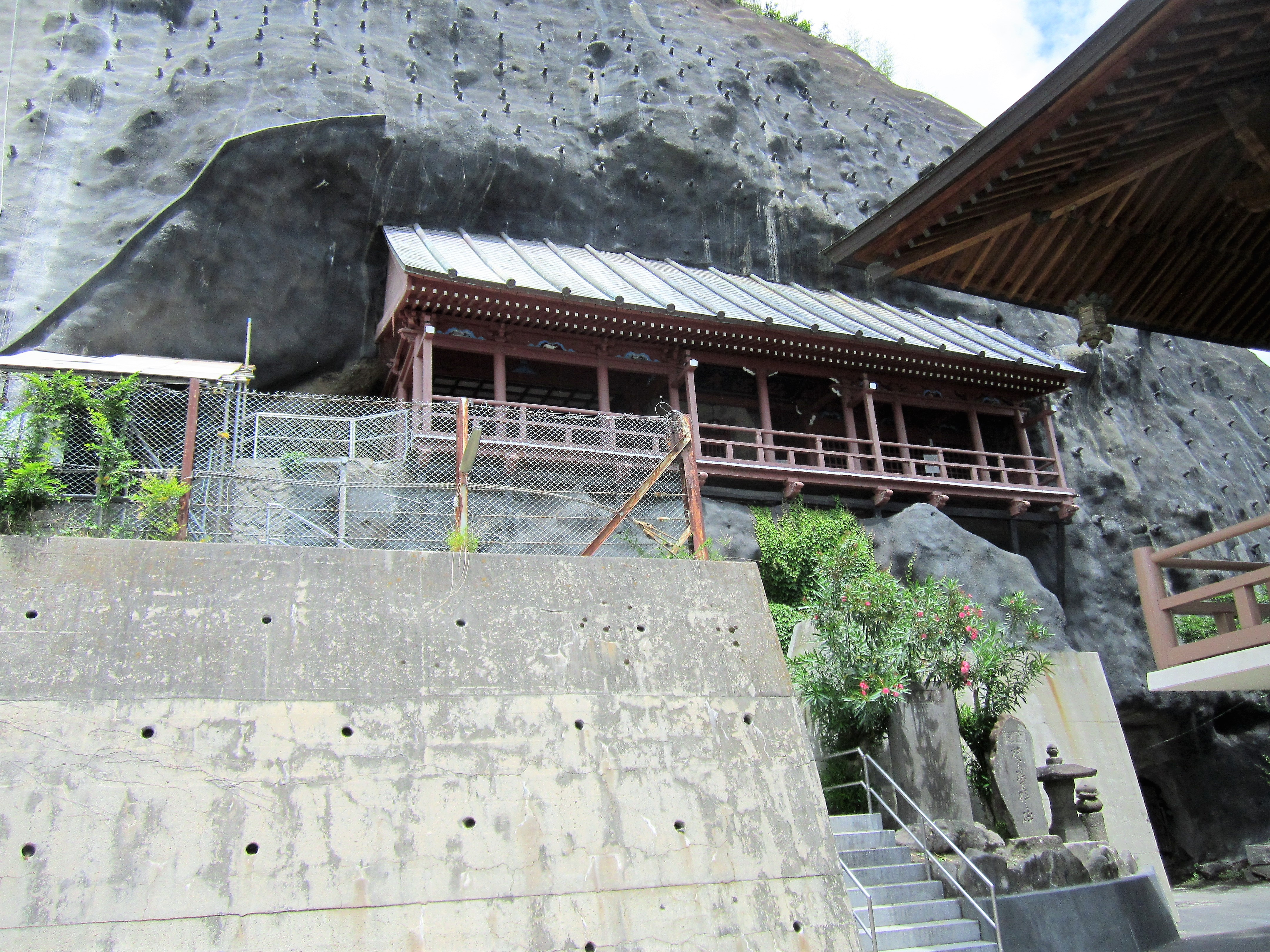
雲岸寺 窟観音

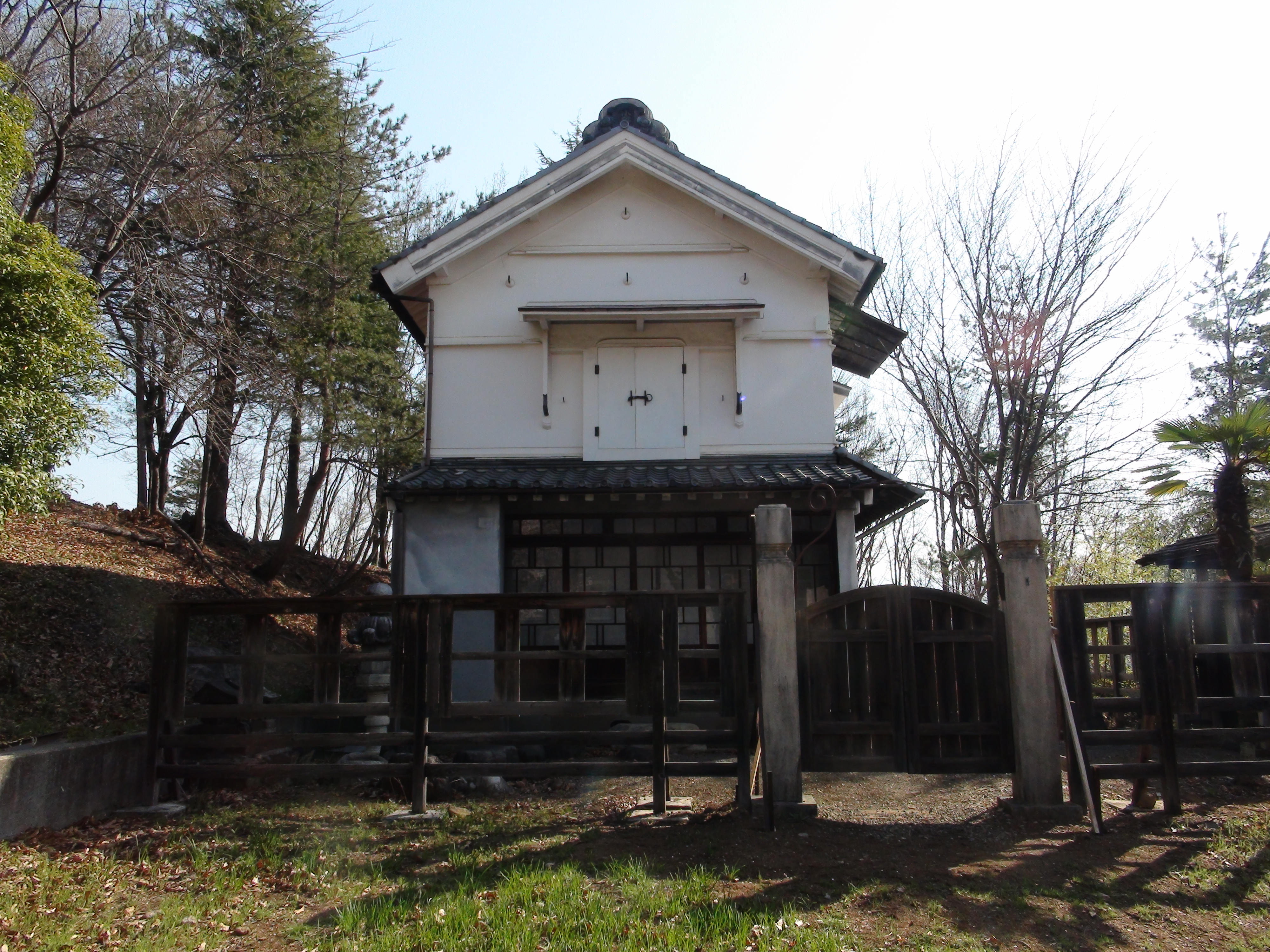
韮崎市立民俗資料館

### 名所・旧跡
主な城郭・屋敷
- 新府城 - 国の史跡。
- 能見城
- 白山城 - 国の史跡。

主な寺院
- 雲岸寺
- 願成寺 - 甲斐武田氏発祥地、国の史跡。
- 松雲寺

主な神社
- 武田八幡宮
- 穂見神社

宿場町
- 甲州街道 韮崎宿
  - 韮崎宿豪商の蔵座敷 - ドラマ『花子とアン』のセットとして造られた民家も隣接して移築される予定[11]。
  - 旧小野家土蔵（韮崎市立民俗資料館）

### 観光スポット
山梨県韮崎市には「さわら池の赤牛伝説」というものがある。この伝説は地域に古くから伝わるもので、現在でも地域住民に親しまれており、韮崎市の文化的な魅力の一つとなっている。赤牛伝説とは、さわら池に赤い牛が現れたという不思議な話に由来しており、池にはその伝説にちなんだ石碑が建てられているほか、地元の人々の間では語り継がれてきた民話として定着している。このような伝説が存在することで、地域の歴史や文化に対する関心を高める要素となっており、観光資源としても価値があると感じた。さらに、現在さわら池周辺は自然環境にも恵まれており、秋には紅葉が美しく色づく風景が広がっている。また、近隣にはキャンプ場も整備されており、自然と触れ合えるアウトドアスポットとして、家族連れや観光客に人気がある。こうした自然の魅力と伝説が融合している点からも、さわら池は歴史的な価値だけでなく、観光資源としても注目すべき場所であるといえる。
自然
- わに塚の桜

温泉
- 韮崎旭温泉

文化施設
- 韮崎市立民俗資料館
- 韮崎大村美術館
- 川口座 - 劇場・映画館（～1960年代）
- 寿座 - 劇場・映画館（1929年～1961年）
- ニューパール劇場 - 映画館（～1966年）

## 文化・名物

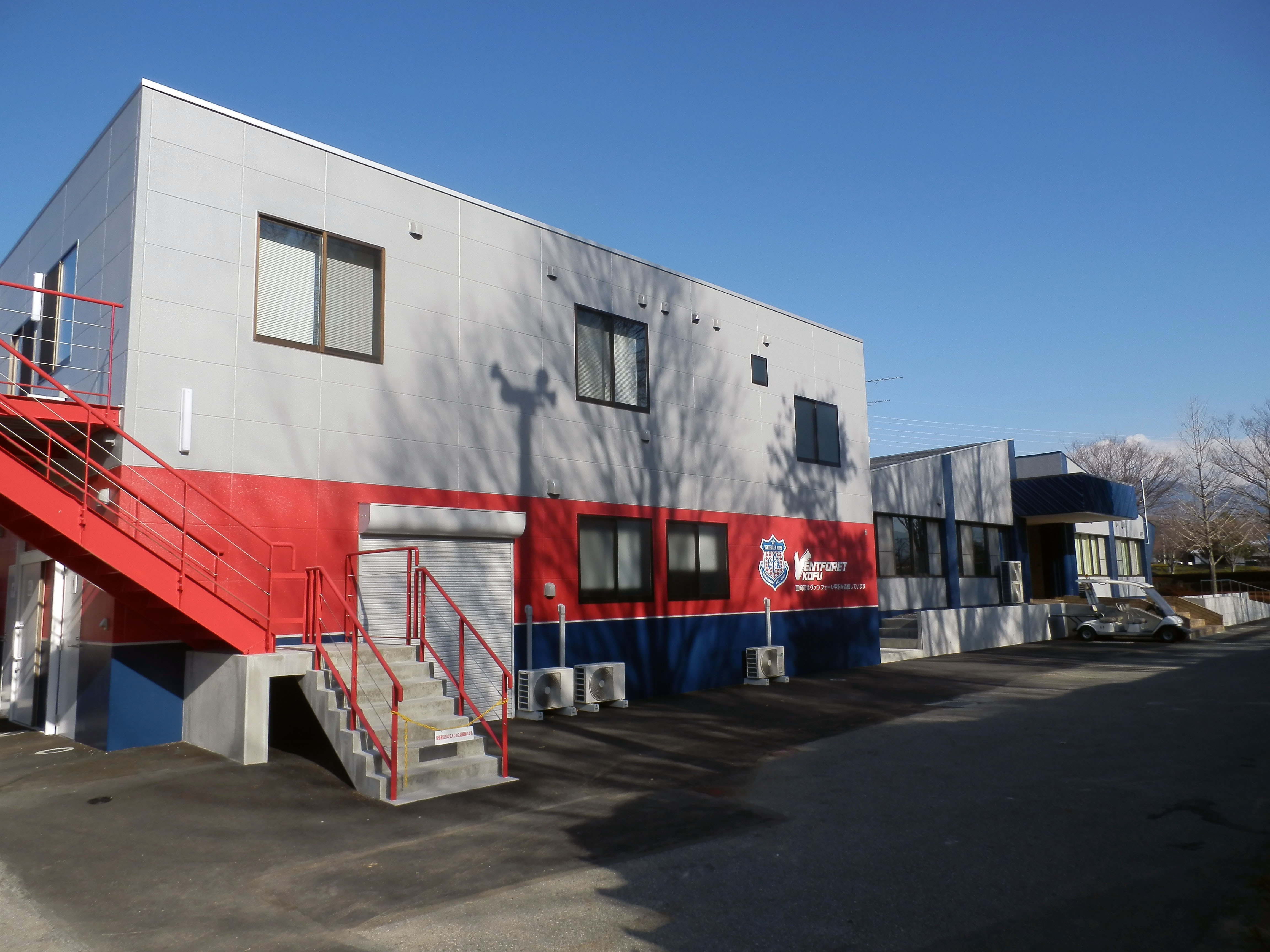
ヴァンフォーレ甲府のクラブハウス

### 名産・特産
- つぼ汁 - タニシの味噌汁
- 武川米

### スポーツ
サッカー
- ヴァンフォーレ甲府（Jリーグ・J2）
- 韮崎アストロス（山梨県社会人サッカーリーグ）

## 出身関連著名人

### 出身著名人
- 小林一三 - 実業家。阪急東宝グループ・宝塚歌劇団創立者。
- 大村智 - 化学者。神山村出身。2015年ノーベル生理学・医学賞受賞。　※韮崎市名誉市民、韮崎市長特別表彰
- 志村滝蔵 - 考古学者。藤井町出身。
- 伊藤うた - 明治〜昭和期の教育者　学校法人伊藤学園創立者
- 保阪嘉内 - 詩人　藤井町出身。宮沢賢治と親交があった。
- 横内洋樹 - 山梨放送アナウンサー。
- 輿石東 - 政治家。
- 権藤はなよ - 童話作家、童謡詩人。代表作「たなばたさま」。
- 若尾綾香 - モデル、タレント。ミス・スプラナショナル・ジャパン2014日本代表。
- 石原克哉 - 元サッカー選手。元ヴァンフォーレ甲府所属。　※韮崎市長特別表彰
- 文田健一郎 - レスリング選手。　※韮崎市長特別表彰
- 山本健一 - トレイルランナー。　※韮崎市長特別表彰
- 春風亭弁橋 - 落語家。当市出身。

### 関連著名人
- 松岡修造/元プロテニスプレーヤー、スポーツキャスター、曾祖父の小林一三が韮崎市出身
- 稀惺かずと/宝塚歌劇団星組男役、松岡修造の娘

在住者
- 菅原文太 - 俳優・農業家。本人は韮崎市の出身ではないが、晩年は韮崎市に在住して農業を営んでいた。